# Анамус (Северна Дакота)
Анамус (енгл. Anamoose) град је у америчкој савезној држави Северна Дакота.

## Демографија
По попису из 2010. године број становника је 227, што је 55 (-19,5%) становника мање него 2000. године.
| Група             | 2000.       | 2010.       |
| Белци             | 281 (99,6%) | 226 (99,6%) |
| Афроамериканци    | 0 (0,0%)    | 0 (0,0%)    |
| Азијати           | 0 (0,0%)    | 0 (0,0%)    |
| Хиспаноамериканци | 0 (0,0%)    | 0 (0,0%)    |
| Укупно            | 282         | 227         |